# Plemyria abbreviata
Plemyria abbreviata là một loài bướm đêm trong họ Geometridae.